# Супсех
Супсех — село в Краснодарском крае, входит в состав муниципального образования город-курорт Анапа. Центр Супсехского сельского округа.
Название, по мнению К. Х. Меретукова, делится на три части и происходит от тюрк. Су —  вода,  адыг. псе — «душа» (?) и адыг. х — «ниже».

## География
Село расположено в 2 км на юго-восток от центра Анапы, у самого начала Кавказских гор, которые в этом месте невысоки (гора Высокая за Варваровкой достигает 242 м. выше у. м.) и которым поставлен памятник в виде стелы с орлом. Через Супсех проходит автотрасса Анапа — Большой Утриш.

## Население
| 2002 | 2010  | 2021    |
| ---- | ----- | ------- |
| 6335 | ↗6669 | ↗15 736 |

## Русская православная церковь

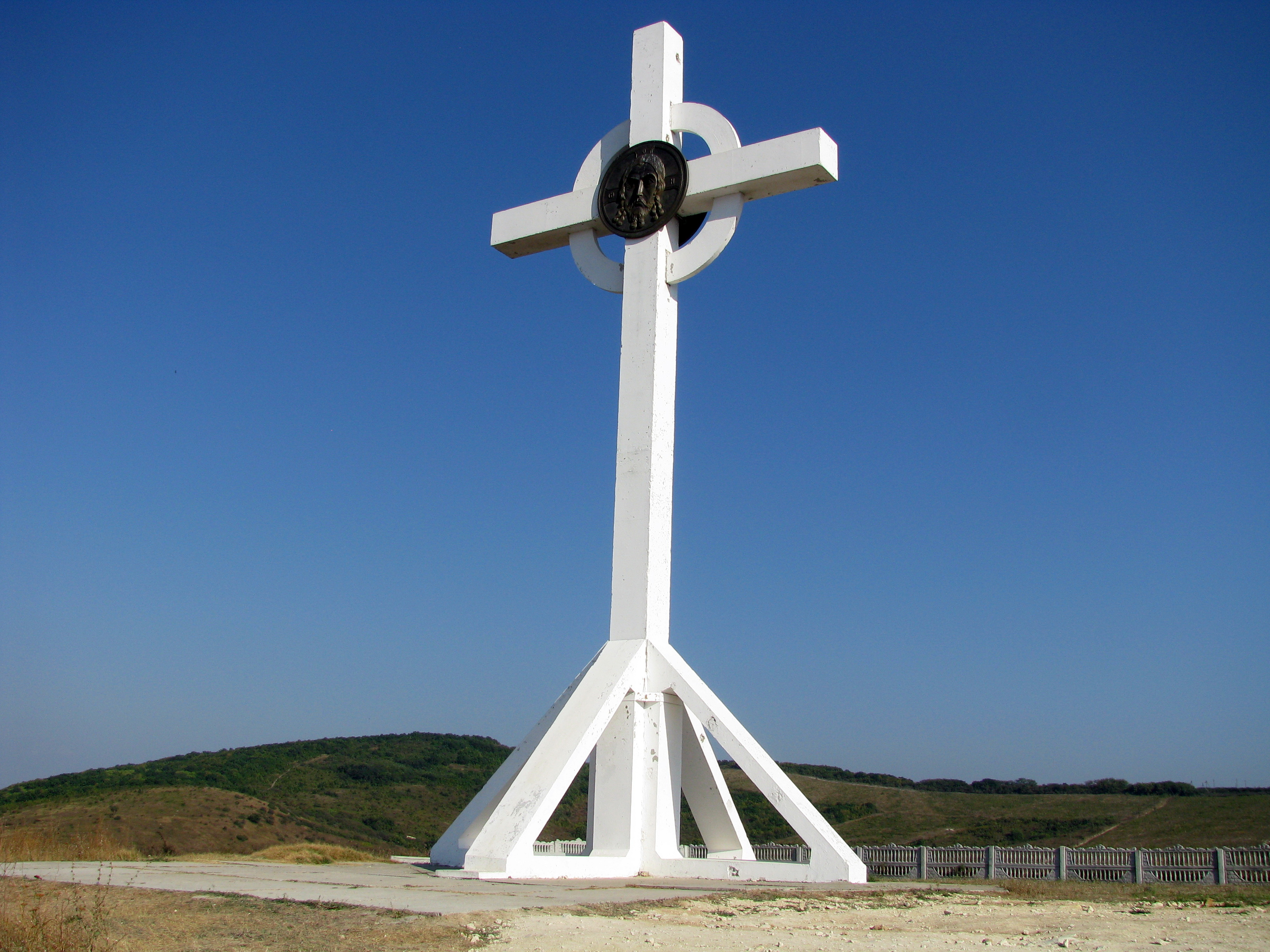
Крест на горе близ Супсеха

На горе между селами Супсех и Варваровка в мае 2005 года установлен бетонный крест высотой 18 и шириной 8 метров, посвященный 60-летию победы в Великой Отечественной войне. 2 октября 2005 крест был освящен митрополитом Екатеринодарским и Кубанским Исидором.